# Mazuca
Mazuca là một chi bướm đêm thuộc họ Noctuidae.